# Pablatnice (rod Leptobrachium)
Leptobrachium je žabí rod pablatnic čeledi pablatnicovitých (Megophryidae), který se vyskytuje na jižní Číně v
Indii a na Sundských ostrovech.
Synonyma:
- Leptobrachium (Tschudi, 1838)
- Septobrachium (Tschudi, 1838)
- Nireus (Theobald, 1880)
- Vibrissaphora (Liu, 1945)

## Taxonomie
čeleď Megophryidae (Bonaparte, 1850) - Pablatnicovití
- rod Leptobrachium (Tschudi, 1838) - pablatnice
  - druh Leptobrachium abbotti (Cochran, 1926)
  - druh Leptobrachium banae (Lathrop, Murphy, Orlov, Ho, 1998)
  - druh Leptobrachium buchardi (Ohler, Teynié, David, 2004)
  - druh Leptobrachium chapaense (Bourret, 1937) - Pablatnice vietnamská
  - druh Leptobrachium gunungense (Malkmus, 1996)
  - druh Leptobrachium hainanense (Ye a Fei In Ye, Fei, Hu, 1993)
  - druh Leptobrachium hasseltii (Tschudi, 1838) - Pablatnice jávská
  - druh Leptobrachium hendricksoni (Taylor, 1962) - Pablatnice tečkovaná
  - druh Leptobrachium huashen (Fei a Ye, 2005)
  - druh Leptobrachium montanum (Fischer, 1885) - Pablatnice náhorní
  - druh Leptobrachium mouhoti (Stuart, Sok, Neang, 2006)
  - druh Leptobrachium nigrops (Berry a Hendrickson, 1963)
  - druh Leptobrachium pullum (Smith, 1921) - Pablatnice červenooká
  - druh Leptobrachium smithi (Matsui, Nabhitabhata, Panha, 1999)
  - druh Leptobrachium xanthospilum (Lathrop, Murphy, Orlov, Ho, 1998)